# Chamaecrista huillensis
Chamaecrista huillensis är en ärtväxtart som först beskrevs av Mendonca och Antonio Rocha da Torre, och fick sitt nu gällande namn av John Michael Lock. Chamaecrista huillensis ingår i släktet Chamaecrista och familjen ärtväxter. Inga underarter finns listade i Catalogue of Life.